# Villé
Villé település Franciaországban, Bas-Rhin megyében. Lakosainak száma 1755 fő (2022. január 1.). Villé Breitenbach, Albé, Bassemberg, Breitenau, Neuve-Église, Saint-Martin és Triembach-au-Val községekkel határos.

## Népesség
A település népessége az elmúlt években az alábbi módon változott:
| Lakosok száma | 1822 | 1845 | 1886 | 1834 | 1818 | 1802 | 1786 | 1775 | 1755 |
|               | 2013 | 2015 | 2016 | 2017 | 2018 | 2019 | 2020 | 2021 | 2022 |